# 篩孔彎貝介
篩孔彎貝介（学名：Loxoconcha punctata）为彎貝介科彎貝介屬下的一个种。